# Influencia del latín en el español
El español es una lengua romance procedente del latín tardío, un conjunto de variedades vernáculas del latín clásico. Este latín vulgar era la variedad coloquial hablada a pie de calle por la mayoría de los habitantes del imperio romano occidental, mientras que en el oriental se hablaba el griego helenístico. Una pequeña minoría sabía escribir latín.A partir del siglo III d. C. se denota una creciente diferencia entre el latín clásico empleado en el registro escrito formal y la lengua en uso por los hablantes.
En el siglo XIV se empezaron a introducir cultismos procedentes del latín clásico en el español y otras lenguas romances, resultando en cierto grado de latinización de la lengua escrita, y más tarde con la extensión de la alfabetización, de la hablada.

## Introducción

### Historia del idioma español
Algunas de las diferencias más significativas entre el latín y el español se deben a cambios muy tempranos que se produjeron ya en el latín vulgar. Un ejemplo es la relajación o eliminación de sonidos en la pronunciación de ciertos sonidos finales de palabra. Esta caída de sonidos contribuyó a la erosión de la información gramatical (los casos) del latín se marcaban en la última parte de nombres, adjetivos y verbos. Esta, junto a otros factores como la menor libertad en el orden de palabras en la oración, hizo que poco a poco se redujera y, al final, desapareciera el sistema de casos.
Del latín vulgar proceden las lenguas romances (las más conocidas son el portugués, el español, el francés, el italiano y el rumano). El latín vulgar que se hablaba concretamente en Hispania se conoce como latín hispánico, que daría lugar a distintos dialectos peninsulares y estos evolucionaron en las lenguas que conviven actualmente en España: el castellano, el gallego, el asturleonés y en parte, el aragonés y el catalán (aunque en estos hubo influencia del latín del sur de Galia).

## Influencia

### En la fonología
El sistema fonológico del español surgió como una evolución natural debido al cambio lingüístico del protorromance, que surgió del latín tardío o vulgar. Al sistema consonántico del latín tardío se añadió el resultado de numerosas palatalizaciones de consonantes en contacto con vocales palatales /*e, *ɛ  *i, *ɪ/. El sistema vocálico evolucionó del sistema de diez vocales del latín clásico (vocales breves: /a, e, i, o, u/, vocales largas: /ā , ē, ī, ō, ū/). Estas vocales pasaron a perder el contraste de cantidad vocálica y cambiaron sus timbres, en general, las vocales breves se volvieron más laxas y más abiertas que las correspondientes breves, eso dio lugar en proto-iberromance a un sistema de siete vocales /*a, *e, *ɛ, *i, *o, *ɔ, *u/. Este sistema se mantiene esencialmente igual en sílaba tónica en gallego y portugués, pero en castellano se redujo mediante diptongaciones al sistema pentavocálico actual /a, e, i, o, u/. El sistema consonántico del latín esencialmente se mantuvo junto a vocales no palatales, pero se añadieron a este sistema fonemas resultado de palatalizaciones.

### En el léxico
Se calcula que más del 70% de las palabras en español procede del latín. El latín es el origen de más del 80% de los préstamos que ha tomado el español, pero los préstamos solamente representan un 41% del vocabulario total. Las palabras heredadas del latín aportan el 23% del vocabulario español y, atendiendo al uso, estos dos grupos (palabras prestadas y heredadas) comprenden el 91 % de las palabras más frecuentes del español.

### En la morfología
La flexión nominal de nombres y adjetivos del latín clásico, se redujo notoriamente en todas las lenguas romances. En español se mantuvieron sólo dos géneros gramaticales de los tres existentes. La flexión de pronombres y verbos, se mantuvo mucho más completa, que la de nombres y adjetivos. La principal innovación es que en el verbo se crearon formas perifásticas compuestas del verbo, se eliminó la voz pasiva sintética, siendo substituido por formas perifrásticas con el verbo ser. El sistema de pronombres conserva algunos residuos del antiguo neutro (por ejemplo, este / esta / esto, refleja las formas de masculino, femenino y neutro iste / ista / istud).

## En otros ámbitos
Sin embargo, del latín ha heredado el español también muchos aspectos morfológicos, sintácticos y fonológicos. Incluso se puede hablar de una influencia no lingüística per se, sino en la forma de escribir: el alfabeto utilizado en español es el latino (modernizado), al igual que tantas otras lenguas del mundo que deben su expresión escrita a este alfabeto (la mayoría).

### Palabras patrimoniales y palabras cultas
Existen dos tipos de palabras en español de origen latino:
- Las palabras patrimoniales que son palabras que siempre estuvieron presentes y evolucionaron fonéticamente desde el latín tardío hasta el español moderno, por lo que su forma muchas veces ha cambiado bastante respecto a la forma que tenían originalmente.

- Las palabras cultas o cultismos utilizadas a menudo para emplear un nivel culto. Estas palabras se tomaron con muy pocas adaptaciones respecto a la forma original, por lo que en general están más cercanas a la forma original. Estas palabras no estuvieron siempre en la lengua sino que fueron deliberadamente introducidas siglos más tarde en español.

### Topónimos de origen latino
Estos son algunos de los topónimos de los que se sabe con más seguridad que provienen del latín.
- La Estrada: procedente del lat. strata, que significaba en principio 'empedrado, adoquinado' y pronto se especializó como designación general de 'camino, calle, calzada'.[3]
- La Armentera: procedente del lat. armentaria, adjetivo derivado de armentu ('ganado, res'), el significado del topónimo sería el de 'villa que se dedica a la cría de ganado'. Armental, Armenteira, Armenteros, Villarmental, Villarmentero y demás topónimos parecidos comparten este origen.[3]
- Astorga: del lat. Asturica Augusta (documentado en Plinio, Ptolomeo, el Edicto de Diocleciano o el Itinerario de Antonino).[3]
- Bembibre
- Bierzo
- Bonaval
- Braga